# Berniniella berninii
Berniniella berninii är en kvalsterart som beskrevs av Ivan och Vasiliu 1997. Berniniella berninii ingår i släktet Berniniella och familjen Oppiidae. Inga underarter finns listade.